# Perla Fuscaldo
Elba Perla Fuscaldo (* 1941) ist eine argentinische Ägyptologin. Ihr Spezialgebiet ist die Archäologie des alten Ägypten, insbesondere seine Keramik.

## Leben
Perla Fuscaldo studierte Geschichte an der Universität von Buenos Aires, ihren Abschluss machte sie 1967 und wurde 1968 bei Abraham Rosenvasser promoviert. Später war sie Professorin an der Universität von Buenos Aires, Direktorin des Instituts für altorientalische Geschichte, Direktorin des Studienprogramms für Ägyptologie, Leiterin der Abteilung für Ägyptologie und ehrenamtliche Forscherin des Museums für Naturwissenschaften von La Plata. Zudem leitete sie das Magazin des Instituts für orientalische Alte Geschichte und die monografische Reihe Annexes des Magazins für Ägyptologische Studien.
Ihre Hauptaufgabe war die Leitung der argentinischen archäologischen Mission in Tell el-Ghaba (Nordsinai) und die Mitgliedschaft in der österreichischen archäologischen Mission in Tell el-Dab'a unter der Leitung von Manfred Bietak. Sie hat mehrere Bücher und zahlreiche Artikel veröffentlicht, die sowohl epigraphische als auch archäologische Themen behandeln.

## Veröffentlichungen (Auswahl)
- Tell el-Dab`a X: The Palace District of Avaris. The Pottery of the Hyksos Period and the New Kingdom (Areas H/III and H/VI). Part I: Locus 66 (= Untersuchungen  der  Zweigstelle  Kairo des  Österreichischen  Archäologischen Institutes Band 16). Verlag der Österreichischen  Akademie  der  Wissenschaften, Wien 2000.
- (Hrsg.): Tell el-Ghaba I. A Saite Settlement in North Sinai, Egypt (Argentine Archaeological Mission, 1995–2004). DEGIP, Buenos Aires 2006 (Digitalisat)
- Tell el-Dab`a X: The Palace District of Avaris. The Pottery of the Hyksos Period and the New Kingdom (Areas H/III and H/VI). Part II: Two Execration Pits and a Foundation Deposit. Verlag der Österreichischen  Akademie  der  Wissenschaften, Wien 2010.